# Arnošt Kreuz
Arnošt Kreuz, německy Ernst Kreuz (9. května 1912 Neštěmice – 9. února 1974, Harksheide), byl český fotbalista německé národnosti, československý reprezentant a účastník mistrovství světa ve Francii roku 1938 (hrál v zápase s Brazílií).

## Fotbalová kariéra
Za československou reprezentaci odehrál 3 zápasy. V lize za Teplitzer FK, Spartu Praha, DFC Praha a SK Pardubice, kam přestoupil roku 1938 a odehrál tak s Pardubicemi jejich historický první ligový ročník. V čsskoslovenské nejvyšší soutěži nastoupil celkem ve 127 utkáních a dal 20 gólů.

## Ligová bilance
| Ročník                    | Zápasy | Góly | Klub            |
| ------------------------- | ------ | ---- | --------------- |
| 1. asociační liga 1929/30 | -      | -    | Teplitzer FK    |
| 1. asociační liga 1930/31 | 10     | 0    | Teplitzer FK    |
| 1. asociační liga 1931/32 | -      | -    | Teplitzer FK    |
| 1. asociační liga 1932/33 | -      | -    | Teplitzer FK    |
| 1. asociační liga 1932/33 | -      | -    | AC Sparta Praha |
| 1. asociační liga 1933/34 | -      | -    | AC Sparta Praha |
| Státní liga 1935/36       | -      | -    | DFC Prag        |
| Státní liga 1937/38       | -      | -    | SK Pardubice    |
| Státní liga 1938/39       | 17     | 5    | SK Pardubice    |
| Národní liga 1939/40      | -      | -    | SK Pardubice    |
| Národní liga 1940/41      | -      | -    | SK Pardubice    |
| CELKEM                    | 127    | 20   |                 |